# 20290 Seanraj
20290 Seanraj este un asteroid din centura principală de asteroizi.

## Descriere
20290 Seanraj este un asteroid din centura principală de asteroizi. A fost descoperit pe 20 martie 1998 la Socorro, New Mexico, în cadrul proiectului LINEAR. Asteroidul prezintă o orbită caracterizată de o semiaxă mare de 2,25 ua, o excentricitate de 0,15 și o înclinație de 4,1° în raport cu ecliptica.